# Gryllotalpa unispina
Gryllotalpa unispina är en insektsart som beskrevs av Henri Saussure 1874. Gryllotalpa unispina ingår i släktet Gryllotalpa och familjen mullvadssyrsor. Inga underarter finns listade i Catalogue of Life.